# Michel Dunand
Michel Dunand es un poeta francés nacido el 24 de julio de 1951, en Annecy.

## Biografía
Michel Dunand creó la revista « Coup de soleil» (poesía y arte) en 1984, patrocinado por el poeta saboyano Jean-Vincent Verdonnet (1923-2013), en la que colaboran o han colaborado Serge Brindeau, Joseph Paul Schneider, Max Alhau, Jean-Pierre Gandebeuf, Ménaché, Jean Chatard, Gérard Paris, Jean-Paul Gavard-Perret, Jean-Daniel Robert, entre otros.
Es un recitador muy activo. A menudo trabaja con músicos. : François-René Duchâble, Alain Basso, Pierre Coppier, Nathalie Richard, Catherine Warnier, Brigitte Boëdec, Roula Safar, el grupo afgano Honar, Aliona Tourenko, François Siefert, el compositor Michel Deneuve, la compositora Marie-Christine Raboud-Theurillat, o el compositor Patrick Rutgé que dirige el Chœur du Tillier (coro) de Annecy.
Abundantes obras y libros de artistas en colaboración con artistas visuales han sido.
Michel Dunand también es un coleccionista de arte bien informado. Ha viajado mucho. Tres de sus colecciones han sido traducidas al árabe por el poeta tunecino Azouz Jemli (1955-2015) y publicadas en Túnez. Algunos de sus poemas se han traducido a una docena de idiomas.
Fundó en el 2007 la « Maison de la poésie d’Annecy» (Casa de poesía de Annecy), la cual dirige actualmente, esta Casa de la Poesía es un lugar de debate, exposición, consulta, información y escucha (de poesía, música contemporánea, etc.).
Michel Dunand es también presidente de la asociación "Los de Rawa-Ruska y sus descendientes" (sección Savoie-Dauphiné). Rawa-Ruska fue un siniestro campo de represalias en Ucrania (Stalag 325 ). Su padre estuvo internado allí durante la Segunda Guerra Mundial.

### Poesía
- Últimas noticias de la noche. Tinta de Jacques de Feline. El pequeño vehículo, 1989.

- Peligro en el ocre amarillo, seguido de Últimas noticias de la noche. La Bartavelle, 1993.

- " Un sabor del viento» :
  1. En el resto de lugares, siempre, está al sol, seguida de Roi sans arpent. Prefacio : Jacques Ancet. obra de arte : Yves Mairot. El Harmattan, 2003
  2. Off Track, seguida de Three Loves, None. Prefacio : Jean Joubert. Maderas grabadas : Jean-Bernard Butin. Harmattan, 2008.
  3. Sagrado, Jacques André editor, 2010.
  4. Todo está dicho, Editinter, 2010. Todo está dicho (versión árabe). La Casa del Libro de Túnez, MTL. Túnez, 2012.
  5. Morir de ir, Jacques André editor, 2012.
  6. Túnez o Túnez. Versión bilingüe (árabe y francés). Traducción : Azouz Jemli. Edición Berg, Túnez, 2012.
  7. He cultivado los volcanes más hermosos, Po&psy Eres, 2014.
  8. Los techos del corazón, editor Jacques André. Epílogo : Didier Pobel, 2015.
  9. Mieles, Ediciones Henry, 2016.
  10. A lo largo del laberinto soleado, Jacques André editor, 2018.
  11. Mis orientes, Jacques André editor, 2020.
  12. Rawa-Ruska, el campo de la sed, Voz de tinta, 2021.
- Noticias de anoche y otros poemas (1980-1993). pinturas : Marc Lemosín. El pequeño vehículo, 2019.

### CD
- Un presente eterno. Poemas de Michel Dunand, leídos por el autor. Composiciones musicales : Pierre Coppier, Bernard Donzel-Gargand, 2011.

### Libros y obras de artistas.
- Empaca Libro maleta grande. Maderas grabadas : Roudneff, 1997.
- Las palabras sólo salen por la noche. impresión de pantalla : Nathalie Fournier, Laëtitia Givaudan, 2000.
- Rey sin un acre. collages : Yves Mairot, 2000.
- Tarjetas de poemas, marcadores. Con Yves Mairot, Roudneff, Pierre Ribà, Rana Raouda, 2003, 2006, 2010.
- Retratos de talleres, retratos de artistas. Fotografías : Michel Dunand. Frazada : Christophe Miralles, 2004.
- Todo está dicho. Maderas grabadas : Jean-Bernard Butin, 2009.
- sagrado Maderas grabadas : Fanny Gagliardini, 2009.
- meteoritos pinturas : Rana Raouda, 2010. En árabe y francés (por separado).
- Líbanos. pinturas : Rana Raouda, 2010.
- Poesía en percha. Con Emma Schulman, 2012.
- Poesía en platos. Con Patrice Federgrün, 2012.
- Hildegarda en tiempo presente. Con Yves Mairot, Índice, 2013.
- Hacia el azul. collages : Andreas Sofianopoulos, Índice, 2013.
- Toca el cielo. Con Guy Calamusa, Índice, 2013.
- Venecia, una y otra vez. acuarelas : Jean-Pierre Montmasson. Bilingüe (italiano, francés). Índices, 2014.
- Tríptico. pinturas : Enán Burgos. Bilingüe (español, francés). Índices, 2014.
- Pobres libros. Con Mary Newcomer, 2015. Con Jean-Noël Bachès, 2016. Con Thibault Guibert y Nathalie Pouzet, 2017.
- Cuatro poemas, musicalizados y cantados por Nathalie Richard, 2015.
- 6 estampas de Patrice Federgrün, con 6 poemas extraídos de la colección " Sacre ", 2016.
- Oporto, la rosa. Ilustrado por Mylene Besson. Bilingüe (portugués-francés). Índices, 2016.
- Un nombre de fuego (colección Michel Butor). Con Martine Jaquemet, 2016.
- Dos Vicentes. Con Martine Jaquemet, 2016.
- Viajar es amar. Poemas móviles. Con Thierry Lambert, 2017.
- El abridor en todas partes. Con María Desmee, 2017.
- Legión del terror. Con Martine Jaquemet, 2018.
- celoso de mi ? Grabados de Patrice Federgrün, 2018.
- Poesía en bolsas (poésiebag). Con Maele Vincensini, 2018.
- Poesía sobre la mesa. Con Raissa Sue Kang, 2019.
- Pobres libros. Con Chantal Giraud Cauchy, Marc Limousin, Mary Newcomer, Mylène Besson, Danielle Berthet, 2018. Con Hamid Tibouchi, 2019.
- 6 pinturas de Corinne Albrecht, con 6 poemas, 2019.
- Pobres libros. Con Marie Morel, 2020. Con Chantal Giraud Cauchy, 2021.
- pobre libro : Un último cigarro y..., con Danièle Gay, 2021.
- Centro(s). Acuarelas de Jean-Pierre Montmasson. Bilingüe (Persa-Francés). Índices, 2021.

## Citas
- « L'homme est circulaire. » ("El hombre es circular")
- « Il ne faudrait s'attacher qu'aux questions. »  ("Uno solo debe enfocarse en las preguntas")
- « Je me nourris de vide. Essentiellement. » ("Me alimento del vacío. Básicamente")
- « Voyage à l'endroit. Voyage à l'envers. Je tricote encore. » ("Viaja al lugar. Viaja al revés. Yo tejo de nuevo")
- « On ne peut qu'épouser le désert. » ("Solo puedes casarte con el desierto")
- « Je crois en ma folie. J'espère en ma sagesse. » ("Creo en mi locura. Espero en mi sabiduría")

## Nota
1. ↑  "Voyager, c'est aimer" - Récital le 11 mars 2016 à la médiathèque Louise Michel, Meythet.
2. ↑  "Cheminements" - Récital le 14 novembre 2015, à la librairie des Orgues, Paris.

## enlaces externos
- Sitio web de la " Casa de la Poesía de Annecy.
- Michael Dunand. Poeteca de la Primavera de los Poetas .
- Artículos sobre Michel Dunand y sus colecciones. Savoyard from the Tribune, el blog ginebrino de Rémi Mogenet.
- "Michel Dunand, poeta de viajes ". Francopolis . Bibliografía, selección de textos. Maestro de obra : Hélène Soris, 2009.
- "Michael Dunand. Archivado el 9 de agosto de 2016 en Wayback Machine. El viaje para ser un poco más ". Archivado el 9 de agosto de 2016 en Wayback Machine. Textura, sitio web de Michel Baglin, 2012. Archivado el 9 de agosto de 2016 en Wayback Machine.
- " Michael Dunand : un poeta en sus volcanes ”, Michel Ménassé, Marie-Claire Bussat-Enevoldsen. Sitio web de las ediciones de Po&psy Erès, 2014.
- "El que "el camino lleva al prodigio" ". Entrevista con Jean-Paul Gavard-Perret, 2015
- Portal:poésie. Contenido relacionado con littérature française.

- Datos: Q24940140
- Multimedia: Michel Dunand / Q24940140